# Sun Ken Rock
Sun Ken Rock (サンケンロック?, Sanken Rokku) è un manga seinen scritto e disegnato dal mangaka sudcoreano Boichi e serializzato sulla rivista Young King.

## Trama
Il giovane e svogliato Ken Kitano si invaghisce di una sua compagna di classe, Yu Min, alla quale si dichiara venendo però rifiutato. Ma Ken non si perde d`animo e, venuto a sapere che la sua amata si trasferirà in Corea, decide di seguirla. Senza un soldo e senza prospettive, Ken finisce per entrare in contatto con una gang coreana che gli chiederà addirittura di divenirne il boss. Durante le lotte sostenute contro le altre gang e organizzazioni Ken, grazie al suo carisma, riuscirà a far entrare nella sua squadra molti validi elementi. Come se questi continui scontri non rendessero abbastanza intricata la sua vita, nel frattempo la giovane Yu Min è diventata membro delle forze di polizia coreana.

## Personaggi
Ken Kitano (北野 ケン?, Kitano Ken)
Il protagonista di Sun Ken Rock, uno studente svogliato e superficiale ma dotato di un forte senso di giustizia, oltre che di una grande resistenza fisica. Nel momento in cui gli viene offerto di entrare nella gang, ribatte che in realtà avrebbe voluto arruolarsi nelle forze di polizia; ma quando gli viene fatto notare che tra gang, stati ed aziende non esiste alcuna differenza nei metodi, decide di accettare.
Park Tae Su (朴 泰秀?, Paku Tesu)
Figlio di un potente boss della malavita organizzata. Con la morte del padre cade in disgrazia ma si ripromette che un giorno ciò che ha perso sarebbe tornato nelle sue mani. È lui a convincere Ken a diventare il boss del Sun Ken Rock. Ambizioso di carattere, risulta difficile capire quali siano le sue vere intenzioni, ma Ken sembra in grado di carpirle a fondo. Grazie alle attività del padre, continua ad avere conoscenze e contatti che a volte si riveleranno determinanti in situazioni cruciali.
San-Dae "Piccone" Yang (梁 "つるはし" 相太?, Yan "Tsuruhashi" Sande)
È uno dei membri originali della banda di Tae-Soo e uno dei tirapiedi di Ken. Non ama Ken e spesso entra in conflitto con lui. Mentre la sua fedeltà è a volte discutibile, è estremamente agguerrito e non si tira mai indietro davanti ad una lotta. Ha lasciato il suo villaggio quando aveva 16 anni, dopo aver fatto sesso con la moglie di un contadino. Più tardi San-dae trova la sua città natale trasformata in una base militare degli Stati Uniti e si rende conto che non potrà mai tornare alla sua vita precedente. Il suo soprannome deriva dal fatto che utilizza un vero piccone in combattimento. Il suo passato rivela che San-dae ricopriva l'identità segreta di un supereroe chiamato Diago Cavaliere, respinto da supercriminali femminili.
San-Ki "Marin" Lee (李 "マリン" 爽崎?, Ri "Marin" Sangi)
È il primo membro della banda di Tae Su, da dopo la morte del padre di Tae-Soo e ben prima dell'inizio della storia, e uno degli scagnozzi di Ken. È fedele a entrambi. È un ex soldato, e spesso combatte impugnando due chiavi inglesi.
Do-Heun Chang (張 頭弘?, Chan Duhon)
È uno dei membri della banda. Si fa notare per il suo fisico muscoloso abbinato a un contegno mite. Ken lo recluta in un combattimento, utilizzando una varietà di tattiche inusuali per abbatterlo. Ama la sua macchina e il suo hobby è prendersi cura di essa. Sembra morire nel capitolo 84 cadendo da un palazzo in costruzione, ma sopravvive alla caduta grazie alla sua macchina.
Kae-Lyn Kim (金 恵隣?, Kim Herin)
Membro femminile della banda, è anche l'addetta alle "pulizie" del Gruppo Sun-Ken. È uno specialista di armi, utilizza prevalentemente coltelli, ed è ossessionato da Ken. Nel volume 12 dice di aver perso la sua verginità prostituendosi in un Kiss Club solo per farlo ingelosire salvo poi portarselo a letto con tale scusa.
Garugi (ガルギ?)
Capo della gang omonima. Ha una personalità spietata e vigliacca. Gli piace divertirsi con le donne costringendole a prestazioni masochistiche. Una delle attività da cui maggiormente trae profitto la sua gang è lo sfruttamento della prostituzione.
Don Prego (ドン プレゴ?, Don Purego)
Boss mafioso su un territorio che si estende da Napoli fino a Roma. Era in affari col padre di Tae Su prima della sua dipartita. In passato veniva chiamato Don Perini.
Benito Armani (ベニート アルマニ?, Benito Arumani)
Picciotto di Don Prego. Madre natura l`ha dotato di un lungo "pregio" ma per il resto non può vantare grandi doti. Si scoprirà poi che in realtà è in grado di capire le persone al primo sguardo. Don Prego si accorge di questa sua qualità e decide di mandarlo in Corea a "studiare" assieme a Ken e la sua gang. Non può fare a meno di fare il cascamorto quando vede una bella donna.
Kim Ban Phuong (金バンフム?, Kim Ban Fumu)
Figlio di Kim Jin Hae, un soldato dell'Esercito della Repubblica di Corea, veterano della guerra del Vietnam, e di una ragazza vietnamita proveniente da una famiglia povera. Durante la Guerra del Vietnam, nella quale la Corea del Sud inviò ingenti truppe per supportare il Vietnam del Sud e gli Stati Uniti, suo padre assistette ad un massacro di civili perpetrato dalle proprie truppe. Terminato il conflitto, tormentato continuamente dai rimorsi, tornò in quel villaggio vietnamita ove i militari Sud Coreani avevano commesso il massacro, per chiedere perdono ai superstiti: la giovane ragazza che era riuscita a salvarsi grazie al suo intervento, accettò di sposare Kim Jin Hae. Kim Ban Phuong nacque in Vietnam imparando le arti marziali del Tae Kwon Do e del Muay Thai. Dopo la morte del padre, tornò in Corea dove si innamorò perdutamente di una ragazza vietnamita, Hae Yi: questa, però, venne un giorno avvicinata dal proprio boss e da due altri uomini che tentarono di violentarla. La ragazza si suicidò lanciandosi dalla finestra per non finirne vittima. Dopo che Ban Phuong trucidò gli aguzzini del suo unico amore, iniziò a lavorare per la Banda Garugi come subalterno e combatté Ken dimostrandosi estremamente abile. Successivamente lascerà la Garugi per fondare una propria gang formata da spietati assassini stranieri per distruggere la Sun Ken Rock.
Ji Hae "Miss Yoo" Yoo (ユ "ミス・ユウ" ・ジヘを?, Yoo "Misu Yū" Ji-Hae)
Giovane ragazza coreana che lavora in un bar molto frequentato da Ken. Un giorno il bar viene assalito da una gang mafiosa che rapisce la ragazza per abusare sessualmente di lei. Giunto Ken per salvarla, scopre che la ragazza è stata portata via dai criminali per essere costretta a prostituirsi. Miss Yoo si trova in una buia stanza delle torture dove è stata picchiata e torturata dalla gang: quando Ken giunge, i mafiosi affermano che la ragazza ha perso la sua "purezza", essendo ora divenuta un mero oggetto impuro. Ken esplode di rabbia contro i criminali riuscendo poi a salvare la giovane donna. Per garantire la sua sicurezza, Miss Yoo viene fatta tornare al proprio piccolo paese natale di campagna per vivere in pace. Tuttavia, mentre Ken e la sua banda sono assenti, i criminali si mettono alla ricerca di Miss Yoo e, scovando la sua posizione, la rapiscono dal villaggio. Per molti giorni, la giovane donna verrà tenuta prigioniera in una piccola stanza subendo interminabili violenze sessuali da più uomini. I criminali diffondono ovunque fotografie di Miss Yoo mentre viene stuprata selvaggiamente: la propria famiglia, dalla vergogna di ciò, si suicida. Quasi per caso, i compagni di Ken, dopo una lunga assenza da Seoul, una notte decidono di divertirsi in un locale di prostituzione in città: gli amici costringono il riluttante Ken ad intrattenersi con una ragazza del locale. Questa ragazza sarà proprio Miss Yoo, ora costretta a vendere il proprio corpo per procurare sempre più guadagni alla gang di cui è schiava. Dopo aver udito la sua storia, Ken devasterà il quartier generale della gang.
Kim Gae Ha (キム・ガイン?, Kim Ga-In)
Giovane ragazzo ex famosa star del K Pop, ora gestisce la KG Entertainment: società che arruola giovani aspiranti cantanti. Kim è giovane e molto ricco, possedendo un costoso modello di Ferrari di cui fa sfoggio in giro per i quartieri alla moda di Seoul. Egli si serve delle più belle giovani aspiranti star della musica per venderle come schiave del sesso di potenti politici: in cambio del rapido successo delle ragazze, spesso esse vengono abusate da Kim e da Yan Tae Shin, maestro personale delle ragazze. Kim è inoltre molto abile nelle arti marziali: inizialmente infliggerà una severa sconfitta a Ken fratturandogli alcune ossa durante un combattimento. In seguito verrà sconfitto dallo stesso Ken.
Yan Tae Shin (梁 泰山?, Yang Tae-San)
Manager della KG Entertainment che si occupa di giudicare e guidare le aspiranti cantanti verso il mondo della musica. Inizialmente si opporrà a Ken dando man forte a Kim Gae Ha, a cui obbedisce meschinamente. Oltre ad essere molto severo nei confronti delle ragazze, ama abusare sessualmente di loro. Una sera, in una stanza d'albergo, costringe una delle giovani aspiranti ad essere la sua schiava sessuale, venendo poi fermato da Ken. Un'altra volta, prima di un famoso concerto di Idol girl del K pop, costringe una delle cantanti ad avere rapporti con lui.

## Pubblicazione
Scritto e disegnato da Boichi, Sun Ken Rock è stato serializzato dal 24 aprile 2006 al 22 febbraio 2016 sulla rivista seinen Young King di Shōnen Gahosha. I capitoli sono stati raccolti in 25 volumi ankōbon pubblicati dal 27 settembre 2006 al 25 aprile 2016.
In Italia la serie è stata pubblicata da Edizioni BD sotto l'etichetta J-Pop dal 10 maggio 2007 al 26 ottobre 2016. La traduzione dei testi è stata curata da Roberto Pesci.
La prima pubblicazione digitale in inglese è avvenuta su JManga il 26 luglio 2012, ma il servizio ha chiuso il 30 maggio 2013. Successivamente, Crunchyroll ha ottenuto i diritti per una pubblicazione simultanea dei capitoli a partire da febbraio 2014. BookWalker ha aggiunto la serie al suo catalogo ufficiale nel novembre 2015, mentre Manga Planet ha fatto lo stesso il 21 maggio 2020.
La serie è stata distribuita anche in Francia da Doki-Doki, in Argentina da Editorial Ivrea, in Germania da Tokyopop e in Cina da Tong Li Publishing.
Un volume spin-off intitolato Yumin ni gohan wo tabesasetai (ユミンにご飯を食べさせたい? lett. "Voglio dare da mangiare a Yumin") è stato pubblicato il 26 novembre 2012.

### Volumi
| 1  | 27 settembre 2006                      | ISBN 978-4-7859-2684-7 | 10 maggio 2007    | ISBN 978-88-6123-076-7 |
| 1  | Capitoli - Level.01-06                 |                        |                   |                        |
| 2  | 12 gennaio 2007                        | ISBN 978-4-7859-2737-0 | 10 novembre 2007  | ISBN 978-88-6123-151-1 |
| 2  | Capitoli - Level.07-12                 |                        |                   |                        |
| 3  | 9 luglio 2007                          | ISBN 978-4-7859-2814-8 | 17 gennaio 2008   | ISBN 978-88-6123-166-5 |
| 3  | Capitoli - Level.13-19                 |                        |                   |                        |
| 4  | 9 novembre 2007                        | ISBN 978-4-7859-2873-5 | 10 luglio 2008    | ISBN 978-88-6123-272-3 |
| 4  | Capitoli - Level.20-24                 |                        |                   |                        |
| 5  | 9 aprile 2008                          | ISBN 978-4-7859-2931-2 | 13 novembre 2008  | ISBN 978-88-6123-358-4 |
| 5  | Capitoli - Level.25-31                 |                        |                   |                        |
| 6  | 28 luglio 2008                         | ISBN 978-4-7859-2999-2 | 25 gennaio 2009   | ISBN 978-88-6123-387-4 |
| 6  | Capitoli - Level.32-38                 |                        |                   |                        |
| 7  | 25 novembre 2008                       | ISBN 978-4-7859-3064-6 | 10 giugno 2009    | ISBN 978-88-6123-499-4 |
| 7  | Capitoli - Level.39-42                 |                        |                   |                        |
| 8  | 22 giugno 2009                         | ISBN 978-4-7859-3181-0 | 22 novembre 2009  | ISBN 978-88-6123-624-0 |
| 8  | Capitoli - Level.43-49                 |                        |                   |                        |
| 9  | 21 gennaio 2010                        | ISBN 978-4-7859-3301-2 | 22 agosto 2010    | ISBN 978-88-6123-795-7 |
| 9  | Capitoli - Level.50-55                 |                        |                   |                        |
| 10 | 9 agosto 2010                          | ISBN 978-4-7859-3440-8 | 10 settembre 2011 | ISBN 978-88-6634-082-9 |
| 10 | Capitoli - Level.56-62                 |                        |                   |                        |
| 11 | 11 gennaio 2011                        | ISBN 978-4-7859-3547-4 | 30 settembre 2011 | ISBN 978-88-6634-100-0 |
| 11 | Capitoli - Level.63-71                 |                        |                   |                        |
| 12 | 25 maggio 2011                         | ISBN 978-4-7859-3602-0 | 4 febbraio 2012   | ISBN 978-88-6634-204-5 |
| 12 | Capitoli - Level.72-77                 |                        |                   |                        |
| 13 | 22 agosto 2011                         | ISBN 978-4-7859-3681-5 | 21 aprile 2012    | ISBN 978-88-6634-205-2 |
| 13 | Capitoli - Level.78-85                 |                        |                   |                        |
| 14 | 28 novembre 2011                       | ISBN 978-4-7859-3741-6 | 22 dicembre 2012  | ISBN 978-88-6634-378-3 |
| 14 | Capitoli - Level.86-91                 |                        |                   |                        |
| 15 | 23 aprile 2012                         | ISBN 978-4-7859-3828-4 | 28 febbraio 2013  | ISBN 978-88-6634-403-2 |
| 15 | Capitoli - Level.92-95                 |                        |                   |                        |
| 16 | 27 agosto 2012                         | ISBN 978-4-7859-3906-9 | 16 novembre 2013  | ISBN 978-88-6634-489-6 |
| 16 | Capitoli - Level.96-101                |                        |                   |                        |
| 17 | 26 novembre 2012                       | ISBN 978-4-7859-3969-4 | 24 maggio 2014    | ISBN 978-88-6634-960-0 |
| 17 | Capitoli - Level.102-108               |                        |                   |                        |
| 18 | 11 marzo 2013                          | ISBN 978-47859-5005-7  | 22 novembre 2014  | ISBN 978-88-6883-106-6 |
| 18 | Capitoli - Level.109-115               |                        |                   |                        |
| 19 | 8 luglio 2013                          | ISBN 978-4-7859-5082-8 | 23 maggio 2015    | ISBN 978-88-6883-102-8 |
| 19 | Capitoli - Level.116-123               |                        |                   |                        |
| 20 | 25 novembre 2013                       | ISBN 978-4-7859-5171-9 | 25 luglio 2015    | ISBN 978-88-6883-336-7 |
| 20 | Capitoli - Level.124-131               |                        |                   |                        |
| 21 | 23 giugno 2014                         | ISBN 978-4-7859-5318-8 | 28 novembre 2015  | ISBN 978-88-6883-460-9 |
| 21 | Capitoli - Level.132-139               |                        |                   |                        |
| 22 | 25 novembre 2014                       | ISBN 978-4-7859-5427-7 | 19 marzo 2016     | ISBN 978-88-6883-578-1 |
| 22 | Capitoli - Level.140-148               |                        |                   |                        |
| 23 | 22 giugno 2015                         | ISBN 978-4-7859-5571-7 | 15 giugno 2016    | ISBN 978-88-6883-635-1 |
| 23 | Capitoli - Level.149-156               |                        |                   |                        |
| 24 | 26 ottobre 2015                        | ISBN 978-4-7859-5644-8 | 13 luglio 2016    | ISBN 978-88-6883-636-8 |
| 24 | Capitoli - Level.157-163               |                        |                   |                        |
| 25 | 25 aprile 2016                         | ISBN 978-4-7859-5757-5 | 26 ottobre 2016   | ISBN 978-88-6883-637-5 |
| 25 | Capitoli - Level.164-170 - Level.Final |                        |                   |                        |

## Riferimenti ad altre opere
Nel sesto volume compare il cuoco Go "Cesare" Jumong che si vanta della sua famiglia, da sempre stata legata ai fornelli. Dirà poi che anche in futuro i suoi discendenti continueranno a cucinare nello spazio e nello sfondo si può intravedere la sagoma di Space Chef Caisar, protagonista dell`omonimo manga sempre di Boichi. Si può dunque ipotizzare che il futuro lì descritto sia quello del "mondo" di Sun Ken Rock.

## Accoglienza
Luca Cerutti di Fumetto d'Autore ha descritto Sun Ken Rock come un manga escapista capace di esplorare il lato oscuro della storia contemporanea della Corea del Sud. Ha elogiato i disegni di Boichi, sottolineando la passione evidente in ogni dettaglio, e ha definito il suo stile "realistico-estetico". Cerutti ha anche apprezzato come l'autore affronti episodi infamanti nella Corea del Sud, eventi che rimangono spesso sconosciuti al resto del mondo. Inoltre, la tematica della fiducia tra i "veri coreani" è centrale: con l'aiuto del protagonista Ken Kitano, un giovane mafioso giapponese, si cerca di redimere il passato e proteggere il futuro, presentando un discorso tanto utopico quanto ingenuo, che sfida la possibilità di essere considerato falso.